# Sóweczka ciemna
Sóweczka ciemna (Glaucidium parkeri) – gatunek małego ptaka z rodziny puszczykowatych (Strigidae). Występuje na wschodnich stokach Andów w Ekwadorze, Peru i Kolumbii. Nie jest zagrożony wyginięciem.

## Taksonomia
Po raz pierwszy gatunek został opisany w 1995 na łamach „The Wilson Journal of Ornithology” przez Robbinsa i Howella. Holotyp pochodził z centralnego Peru, był to dorosły samiec odłowiony 22 czerwca 1992 w Panguri w Ekwadorze (koordynaty: 4°37′S 78°58′W/-4,616667 -78,966667) na wysokości 1600 m n.p.m. Wcześniej, w 1969 i 1970, pozyskano dwa okazy, które zidentyfikowano błędnie jako sóweczki karłowate (G. minutissimum); autorzy pierwszego opisu skonfrontowali je z okazem z 1992 i ustalili, że reprezentują ten sam gatunek. Nadali mu nazwę Glaucidium parkeri. Obecnie (2021) Międzynarodowy Komitet Ornitologiczny podtrzymuje tę nazwę, uznaje gatunek za monotypowy. Epitet gatunkowy parkeri upamiętnia Theodore’a A. Parkera III, amerykańskiego ornitologa.

## Morfologia
Długość ciała wynosi około 14 cm, masa ciała u trzech samców: od 60 do 64 g (brak danych dla samic). Opis dotyczy holotypu. Ciemię szarobrązowe. Boki głowy i potylicę pokrywają dobrze widoczne białe plamy z ciemnobrązowymi krawędziami. Biała półobroża na karku jest słabo widoczna. Grzbiet i kuper są ciemnobrązowe z oliwkoworudym nalotem, podobnie jak i barkówki, pokrywy skrzydłowe w górnej części skrzydła, które dodatkowo pokrywają białe plamki. Lotki I i II rzędu ciemniejsze, na obydwu chorągiewkach biało plamkowane, przy czym na wewnętrznych plamki są większe. Sterówki czarniawe, przepasane pięcioma nieregularnymi białymi pasami. Spód ciała od brody po gardło biały. Pióra na gardle mają na końcu brązowe plamki. Boki piersi brązowe, występuje kilka słabo widocznych białych plamek. W niższej części piersi, po bokach ciała i na brzuchu można dostrzec słabo widoczne, oliwkowordzawobrązowe pasy. Tęczówka żółta, palce żółte, dziób żółtozielony.

## Zasięg, ekologia
Sóweczki ciemne zamieszkują wschodnie stoki Andów w Ekwadorze i Peru na północ po południowo-zachodnią Kolumbię. Możliwe, że ich zasięg sięga dalej na południe, po północną Boliwię (zachodnia prowincja Santa Cruz). W momencie opisania gatunku w 1995 znano 6 lokalizacji występowania sóweczek ciemnych, mieściły się one na wysokości 1450–1975 m n.p.m. Środowiskiem życia tych ptaków są subtropikalne wilgotne lasy wiecznie zielone. Brak pewnych informacji o pożywieniu i rozrodzie.

## Status
IUCN uznaje sóweczkę ciemną za gatunek najmniejszej troski (LC, Least Concern) nieprzerwanie od 2000 roku (stan w 2024). Liczebność światowej populacji nie została oszacowana, ale ptak ten opisywany jest jako rzadki (uncommon). BirdLife International uznaje trend liczebności populacji za spadkowy ze względu na utratę siedlisk leśnych.